# 国際水産資源研究所
国際水産資源研究所（こくさいすいさんけんきゅうじょ）は、かつて存在した国立研究開発法人水産研究・教育機構の研究所の一つ。主にマグロ、クジラなどの資源管理に関わる調査、研究を行っている。漁業調査船俊鷹丸 （清水港）を擁する。略称は国際水研。

## 所在地
| 本所     | 静岡県静岡市清水区折戸5-7-1 | 本所       |
| 横浜駐在 | 中央水産研究所内            | 外洋資源部 |

## 研究組織
以下の3部構成となっている。
くろまぐろ資源部
クロマグロ類の生態と資源評価・管理についての研究
かつお・まぐろ資源部
かつお・まぐろ類の生態と資源評価、混獲対策についての研究
外洋資源部
鯨類の資源評価と、その他外洋資源の生態についての研究

## 沿革
- 1949年: 水産庁南海区水産研究所が高知県高知市に設置される。農林省水産試験場の延岡分場、串本分場、油津分場をそれぞれ支所として継承。
- 1964年: 3支所を廃止。
- 1967年: 北海道区、東海区、南海区の3研究所に分散していた国際漁業研究部門を移転統合し、静岡県清水市に遠洋水産研究所を設立。北海道区水産研究所からは函館支所（現・函館市職業訓練センター）をそのまま北洋資源部とする形での発足となった。
- 1970年: 函館の北洋資源部を清水へ移転 。
- 1998年: 北洋資源研究部門を北海道区水産研究所に移管。
- 2001年: 独立行政法人化により水産総合研究センター遠洋水産研究所となる。
- 2011年: 国際水産資源研究所に改称。
- 2016年: 独立行政法人水産総合研究センターが水産大学校を統合し、国立研究開発法人水産研究・教育機構となる。
- 2020年: 水研機構の体制改革により、他の8研究所とともに水産技術研究所および水産資源研究所へと改組される。